# シン・タイタニック
『シン・タイタニック』（原題：Titanic 666、または、Titanic 3）は、2022年公開のアメリカ合衆国のスーパーナチュラルホラー映画。
アサイラム製で、『タイタニック2012』（Titanic II、2010年）の続編となる。ニック・ライオンが監督を務め、ジェイミー・バンバーとキーシャ・シャープが出演している。タイタニック号沈没事故から110年目となる2022年4月15日に、配信サービスのTubiで公開された。
この映画は概ね不評を博し、SNS上のユーザーからは本作が『タイタニック』（1997年）や『STUDIO 666/スタジオ666』（2022年）に似ているとの指摘をされた。

## あらすじ
タイタニック3号の処女航海に乗り出したデジタルインフルエンサーの一行は、奇怪な現象に出くわすことになる。

## キャスト
- Celeste Rhoades船長 - キーシャ・シャープ（英語版）
- Hal Cochran教授 - ジェイミー・バンバー
- Idina Bess - リディア・ハースト（英語版）

後に、エドワード・スミス船長の曾孫であることが明らかになる
- Mia Stone - アナリン・マッコード
- Brian Andrews - ジョセフ・ガット（英語版）

## 評価
Waldemar Dalenogare Netoは1/10のスコアと評価し、「誰が見ても、それを信じていないと思うが、アサイラムはなんとか自らを克服しようとしていた（中略）すでに駄作だとわかっていた、なにしろ予告編からしてすでに侮辱的だ（中略）悲劇（タイタニックが沈没した追悼記念日）を扱うときの悪趣味さ（中略）タイトルがそう思わせるかもしれないが、この映画はホラー映画ではなく、実際には、極めて貧相なグラフィック効果と完全に方向性を見失ったキャスト陣という代償を払ってもなお、呆れる内容でしかない」と言及している。
ペースト誌のレビューで、Matt Donatoはこの作品を4/10と評価し、「Netflixがオリジナル作品でオスカーを狙う一方で、TubiはSyfyの深夜帯作品と同等のストリーミング配信で満足しているようだ。（中略）私は今年、『Titanic 666』よりも悪い映画を見たが、より良い作品の方が多すぎた。（中略）あらゆる予想を覆して、『Titanic 666』は作品自体のせいで、あまりにも劇的で真面目くさっている」と言及した。
Crooked Marqueeでは、Josh Bellが「C-」と評価し、「遅々として物語が進まない退屈な幽霊船物語で、そのささやかな恐怖にたどり着くまでにあまりにも時間がかかりすぎている」と指摘している。また、「リディア・ハーストは、タイタニック号の犠牲者の記憶を恥ずかしげもなく利用しようとする振る舞いを呪うために彼らの霊を呼び出す、タイタニック号の犠牲者の子孫として、相応しいわざとらしさを備え、アナリン・マッコードは、早々に退場してしまうナルシストなインフルエンサーを演じているので見ていて楽しいです。しかし、幽霊そのものは無味乾燥で表現が乏しく、勇敢で自己犠牲的な船長（キーシャ・シャープ）は、航海が予想通り混乱に陥るにつれ、弱い主人公になってしまう」と述べてもいる。